# Jan Edmund Monkiewicz
Jan Edmund Monkiewicz (ur. 6 lipca 1890 w Nikodemowie, zm. 18 czerwca 1940 w Thouars) – podpułkownik saperów Wojska Polskiego.

## Życiorys
Urodził się 6 lipca 1890 w Nikodemowie, w gminie Turzysk ówczesnego powiecie kowelskim.
Po zakończeniu I wojny światowej, jako były oficer armii rosyjskiej został przyjęty do Wojska Polskiego i zatwierdzony do stopnia kapitana. Z dniem 24 czerwca 1919 został tymczasowo (do czasu reaktywacji) przydzielony do Inspektoratu Inżynierii i Saperów.
Następnie został awansowany do stopnia majora saperów ze starszeństwem z dniem 1 czerwca 1919. Był oficerem 10 pułku saperów w Przemyślu, gdzie w 1923 pełnił funkcję komendanta kadry batalionu zapasowego, a w 1924 jako oficer nadetatowy był przydzielony do Departamentu V Ministerstwa Spraw Wojskowych. Później służył w 1 batalionie saperów Legionów w Modlinie. Od 23 grudnia 1927 pełnił funkcję dowódcy XVIII batalionu saperów także w Modlinie, rozformowanego w 1929. W 1932 był przydzielony do Sztabu Głównego. Od 30 sierpnia 1932 do 1935 był dowódcą batalionu mostowego, stacjonującego w Kazuniu. Na stopień podpułkownika został mianowany ze starszeństwem z dniem 1 stycznia 1936 i 1. lokatą w korpusie oficerów inżynierii i saperów (w marcu 1939, w tym samym stopniu i starszeństwie, zajmował 1. lokatę w korpusie oficerów saperów, grupa liniowa. Później został szefem Wydział II Ogólnoorganizacyjnego w Inspektoracie Saperów Sztabu Głównego.
Po wybuchu II wojny światowej i kampanii wrześniowej 1939 przedostał się na Zachód i został oficerem Wojska Polskiego we Francji. Służył w Ośrodku Wyszkolenia Oficerów Saperów w Thouars. Tam podczas kampanii francuskiej zginął podczas bombardowania dworca kolejowego przez lotnictwo Luftwaffe w dniu 18 czerwca 1940 o godz. 5:50.

## Ordery i odznaczenia
- Krzyż Kawalerski Orderu Odrodzenia Polski (2 maja 1923)[14][15][16][17]
- Złoty Krzyż Zasługi (16 marca 1934)[18]